# Občina Slovenska Bistrica
Slovenska Bistrica je ena izmed občin in med največjimi občinami v Republiki Sloveniji. Ima okoli 26.000 prebivalcev. Njen obseg se od leta 2006, ko se je iz nje izločila Občina Poljčane, že 1998 pa je to naredila Oplotnica, ni spremenil. Središče občine je mesto Slovenska Bistrica (z več kot 8.000 prebivalci, kar je slaba tretjina občine), ki je nastalo na križišču cest med Mariborom, Celjem in Ptujem na ostankih rimskega naselja Civitas Negotiana. Ponaša se z izredno starostjo. Naselje so obzidali že okoli leta 1300. Mestne pravice je dobilo v začetku 14. stoletja. Mestu, kakor tudi današnjemu občinskemu ozemlju, je vidnejši razvoj prinesla cesta med Dunajem in Trstom.
Na območju občine je izredno veliko število naravnih znamenitosti ter kulturnih in zgodovinskih spomenikov, ki že sedaj omogočajo kvaliteten razmah turističnih dejavnosti. Samo z odlokom zavarovanih znamenitosti in spomenikov naravne in kulturne dediščine je opredeljenih nad petsto primerov. Med najpomembnejšimi na območju mesta so gotovo grad Slovenska Bistrica, grajski park z znamenitim gabrovim drevoredom, ostanki mestnega obzidja z ohranjenima SZ in JV vogalnima stolpoma, cerkvijo sv. Jožefa kot vzorec sladkogorskega tipa cerkvene arhitekture in obe mestni cerkvi.
Med prvovrstne naravne znamenitosti na območju občine pa spadajo: pohorski greben z znamenitimi šotnimi barji in močvirji ter značilno favno in floro, nadalje Črno jezero na Pohorju kot izrazit naravni spomenik, Maroltova jelka kot primer dendrološkega spomenika. Od kulturnih spomenikov na območju občine pa velja omeniti znana tinjska gradišča, med katerimi najbolj izstopajo Ančnikovo gradišče v Jurišni vasi na Pohorju, arheološka najdišča v Veleniku ter razvaline gradu Gromberg. Bera kvalitetnih kulturnih spomenikov je tolikšna, da bi jih komaj lahko predstavili v ustreznem vodniku.

## Naselja v občini
Bojtina, Brezje pri Slovenski Bistrici, Bukovec, Cezlak, Cigonca, Devina, Dolgi Vrh, Drumlažno, Črešnjevec, Farovec, Fošt, Frajhajm, Gabernik, Gaj, Gladomes, Hošnica, Ješovec, Jurišna vas, Kalše, Kebelj, Klopce, Kočno ob Ložnici, Kočno pri Polskavi, Korplje, Kostanjevec, Kot na Pohorju, Kovača vas, Križni Vrh, Laporje, Leskovec, Levič, Lokanja vas, Lukanja, Malo Tinje, Modrič, Nadgrad, Nova Gora nad Slovensko Bistrico, Ogljenšak, Ošelj, Planina pod Šumikom, Podgrad na Pohorju, Pokoše, Pragersko, Preloge, Prepuž, Pretrež, Razgor pri Žabljeku, Rep, Ritoznoj, Sele pri Polskavi, Sevec, Slovenska Bistrica, Smrečno, Spodnja Ložnica, Spodnja Nova vas, Spodnja Polskava, Spodnje Prebukovje, Stari Log, Šentovec, Tinjska Gora, Trnovec pri Slovenski Bistrici, Turiška vas na Pohorju, Urh, Veliko Tinje, Videž, Vinarje, Visole, Vrhloga, Vrhole pri Laporju, Vrhole pri Slovenskih Konjicah, Zgornja Bistrica, Zgornja Brežnica, Zgornja Ložnica, Zgornja Nova vas, Zgornja Polskava, Zgornje Prebukovje, Šmartno na Pohorju, Žabljek